# The Course of True Love (film 1911)
The Course of True Love è un cortometraggio muto del 1911 diretto da Lewin Fitzhamon.

## Trama
Un musicista gioca d'astuzia per avere il consenso del padre della sua amata.

## Produzione
Il film fu prodotto dalla Hepworth.

## Distribuzione
Distribuito dalla Hepworth, il film - un cortometraggio di 144,78 metri- uscì nelle sale cinematografiche britanniche nel marzo 1911.
Si conoscono pochi dati del film che, prodotto dalla Hepworth, fu distrutto nel 1924 dallo stesso produttore, Cecil M. Hepworth. Fallito, in gravissime difficoltà finanziarie, il produttore pensò in questo modo di poter almeno recuperare il nitrato d'argento della pellicola.